# تقشرات (قبالة)
القلفات ((بالعبرية: קְלִיפּוֹת) قلفوت أو قليفوت) مصطلح قبالي يهودي يعني حرفياً «القشور» (من المفرد: קְלִפָּה قلفة، «قشرة»)، هي تدل على الشر أو نجس القوى الروحية في الباطنية اليهودية، وهي الأضداد القطبية للسيفروت المقدسة. ويسمى عالم الشر في نصوص القبالة بـ«سطرا أخرا» (بالآرامية סטרא אחרא ، يعني «الشطر الآخر أو الجانب الآخر»، القداسة المعاكسة).

## في القبالة اليهودي
في القبالة اللوريا التي قدمها إسحاق لوريا، التقشزات هي مجازيا «صدفات» تحيط القداسة. إنها عقبات روحية تستمد وجودها من الله فقط بطريقة خارجية وليس داخلية. يعتقد اللاهوت اليهودي بأن الله يكشف عن وحدته الله الحقيقية، في حين أن القشور تخفي القداسة، مثل قشور الفاكهة التي تخفي الثمار في داخلها. وهي بالتالي مرادفة لعبادة الأصنام، وهي الجذور الأساسية للنجاسة من خلال عبادة إلهية ثنائية مزيفة، وهو العالم الكشوف المعاكس للقداسة. يظهروا في سلسلة التطور من خلال الإنكماش الإلهي، كجزء من أهداف الخلق. في هذا لديهم أيضا خصائص مفيدة. تميز القبالة بين عالمين في التقسير، عالم نجس تماما وعالم وسيط.
إن مصطلحاتهم الأربعة «المتراكزة» مستمدة من رؤية حزقيال (1:4)، «ووَبَينَما كُنتُ أنظُرُ، هَبَّتْ رِيحٌ عاصِفَةٌ مِنَ الشَّمالِ: غُيُومٌ كَثِيفَةٌ وَنارٌ تُبْرِقُ بَرِيقاً مِنْ داخِلِها، وَشُعاعُ نُورٍ يُحِيطُ بِها. وَكانَ فِي وَسَطِ النّارِ ما يُشبِهُ الكَهرَمانَ الَلّامِعَ المُتَوَهِّجَ.»  تتم قراءة «القبرية الثلاثة Impure Qlippot» (تمامًا «نجس» " Tamei ") في المصطلحات الثلاثة الأولى، حيث تتم قراءة "Shining Qlippah" المتوسط (سطوع " Nogah ") في الفصل الرابع، بالتوسط كالتغطية الأولى المحيطة بالقداسة مباشرةً، وقادرة على التسامي. في العصور الوسطى الكابالا، وShekhinah يتم فصل في الخلق من Sefirot من خطيئة الإنسان، بينما في Lurianic الكابالا اللاهوت والمنفي في qlippot من الأولى السابقة النكبة في الخلق. هذا يؤدي إلى «نفي قداسة» أن ينفي في qlippot ، يهودية حفظ مع الأشياء المادية استبدال Nogah الدنيوية، في حين أن Qleippot Impure ثلاثة مرتفعة بشكل غير مباشر من خلال الحظر السلبي. التوبة من الحب بأثر رجعي يتحول الخطيئة إلى فضيلة، والظلام في ضوء. عندما يتم تحرير جميع الشرر من qlippot ، حرمانهم من حيويتهم، يبدأ عصر يهودي مسيحي. في فلسفة صوفية، واستوعبت مخطط ل kabbalistic من qlippot في تجربة نفسية التركيز على الذات، مقابل المقدس devekut البطلان الذاتي، الكامنة وراءه Panentheistic الأحادي ضوء qlippot باسم وهمي الوعي الذاتي الخلق.

## وجهة نظر القبللة الهرموطيقية السحرية
في بعض القبالة الغير يهودية، يقوم القباليون بتلتمس اتصال مع التقشيربخلاف يسمح به الباطنيون الأخلاقيون وما يحظره الدين اليهودي، وذلك لمعرفة النفس البشرية. في المقابل، يعتبر ممارسي اليهودية القبالية السحرية بأن القيام بهذا هو من السحر الأبيض، والوصول فقط للقداسة في حين أن الخطر في هذا العمل هو خلط السحر النجس التأكد من بقي ممارسة طفيفة والمقيدة في التاريخ اليهودي.

### كراولي، ريجاردي وهيدريك
ووفقا ل اليستر كراولي، هناك ثلاثة أشكال من الشر (قبل سمائيل)، وهم قميتيال، بليعال، وأوثيال.
ووفقاً لإسرائيل ريجاردي، فإن «شجرة القيلبوتيك» (المقشرة) تتكون من 10 مجالات متعارضة مع سفيروت شجرة الحياة. هذه يشار إليها أيضا باسم «التوائم الشريرة». هم أيضا «شياطين الشر للمادة قشرات الموتى».
يعطي بيل هيدريك تفسيره الخاص حول الشجرة المعاكسة، قائلاً إن التهجئات هي "في الغالب إعادة بناء للبدائل. ومع ذلك، يعتقد أن غالبية ما ورد أعلاه مناسبة على الأقل إن لم تكن مثالية ”. ويمضي أيضًا في القول: "تسمى هذه الأسماء أحيانًا بـ«السفيروت السلبي» (أو المناهضة للسفيروت«بدلاً من الأوامر الشيطانية. وايت يجعل هذه النقطة في وقت لاحق في الكابالا المقدسة، صفحة 256.» 
بيل هايدريك قال في ملاحظاته ما يلي عن الأوصاف الشيطانية (المناهضة للسفيروت) في المراسلات السحرية:

#### ثاميئيل
ثاميئيل: الازدواجية في الله
"يمثل ثاميئيل الازدواجية بينما يمثل كيثير الوحدة. وهكذا ثاميل هو تقسيم ذلك الذي هو مثالي في الوحدة. كاسم أمر شيطاني، كان ثاميئيل قبل ثورتهم. هذا يدل على "كمال الله". هذه الملائكة سعت لتصبح أكثر قوة بإضافة ألف إلى اسمهم. ثم أصبحوا "ثنائية الله"، فرقة من الشياطين الدنيا. في أدنى حالة من "سقوطهم"، يصبحون "تلوث الله". وتسمى القشرة أو الشكل الخارجي، "المكسور" أو "ضوء الله المخيف".
الشيطان: الخصم
للثمائيل، «هناك نوعين من الشياطين التي تنسب للتأكيد على رأي مفاده أن عكس الشيطان كيثير هو ثنائية بدلا من وحدانية وهو الشيطان ومولوخ».

#### تشايغيديل
تشايغيديل: ارتباك قوة الله
"هذه هي الخلط بين القوة العظيمة التي تخرج في البداية لإعطاء الطاقة الحيوية للخلق لتكون عملية المعرفة (بينة). تُسمى قشرة تشايغيديل بالغوغييل، "أي أولئك الذين يذهبون إلى المكان الخالي من الله".
بعلزبول: رب الذباب وآدم بيال: رجل الغصن
بالنسبة لتشايغيديل، «كل من الشيطان وبعلزبوب يعزى كذلك إلى أدم بليال. غالبًا ما يُستخدم اسم بليال بشكل منفصل كاسم شيطاني».

#### ساثارئيل
ساثارئيل: اخفاء الله
"حتى بما أن الفهم (بينة) هي الشخصية الكاشفة العظيمة التي تمنح هيكل المطلق على الخلق، فإن عكسها،" ساثرائيل"، يخفي طبيعة" الكمال". ويطلق على القشرة أو الشكل الخارجي للساترئيل ترتيب شيريل، "شعرات الله".
لوسيفيوج: واحد الذي يفرز الضوء
«ينسب» لوسيفيوج ليحل محل اسم لوسيفر، «حامل النور». تستخدم النصوص المبكرة الاسم «الصحيح» لوسيفاج روفاكال.

#### غامشيكوث
غامشيكوث: المفترسون
"الأساس (جيسيد) هو مصدر السخاء لكل من فكرة ومضمون الأشكال السفلى. غامشيكوث هو ترتيب 'المفترسون' الذين يسعون إلى إضاعة جوهر وفكر الخلق. الشكل الخارجي هو ترتيب عزاريل، "ملزمة الله".
أستاروث: من الطوفان
بالنسبة لغامشيكوث «عشتاروث تشكلت. هذا هو اسم الإلهة» عشتارت«، عشتار البابليين، وربما أيضًا إيزيس من المصريين».

#### غولاشاب
غولاشاب: الأجساد المحروقة
" غيفورة هو استعمال السلطة للحكم بالخير، بطريقة مستقيمة. أما غولاب، فهم أولئك الذين يحرقون للقيام بالتدمير وفرض إرادتهم على الآخرين من خلال القوة وليس البر، بطريقة غير مستقيمة - حتى على أنفسهم. الشكل الخارجي هو أوسيل، "أطلال الله". (انظر حكمة سليمان الفصل 1، الآية 1.
آسموديوس: الإله المدمر أو سمائيل الأسود.
بالنسبة لغولاتشاب ينسب آسموديوس. "هذا الاسم هو نصفه عبري ونصفه لاتيني.غالبا ما يذكر آسماديوس في أدب علم الشياطين. يمكن أيضًا ترجمة الاسم باسم "الشخص المزين بالنار". الذين يسمونه أيضا سمائل الأسود.

#### ثاغيريون
ثتغيريون (ن): أولئك الذين تحت الحزن والدموع
" ثيفيريت هو مكان عظيم الجمال ومليء بالبهجة. بينما يبني ثاغيريون القبح والتأوه حول هذا الموضوع. تسمى قشرة ثاجيريون زوميئيل، "ثورة الله".
بيلفيغور: رب الموتى
إلى Thagirion ، «استبدال تيفيريث، مجال الشمس الحيوية، مع مكان عقد بيلبيجور، رب الموتى، هو الأكثر لفتا للنظر».

#### حراب سيرابيل
حاراب سيرابيل: غرابيب حرق الله
" نيتساح (النصر) هو انفتاح الحب الطبيعي. حاراب سيراييل هم غرابيب الموت الذين يرفضون حتى ذاتهم. الشكل الخارجي هو ثيوموئيل، "مواد الله الفاسدة".
بعل: اللورد وووبال قابيل: صانع الأسلحة الحادة
إلى حراب سيرابيل، «ينسب البعل، وهو» كلمة تعني الرب، مثلما يعني أدوناي الرب. أصبحت كلمة «بعل» أو «بيل» مقيدة في استخدامها للدلالة على «لورد الظلام». كما ينسب توبال قايين .

#### سمائيل
سمائيل: خراب الله، أو اليد اليسرى
«المجد (هود) هو العمل المعقد لإرادة المطلق. تمثل سمائيل الخراب القاحل للخليقة الساقطة والفاشلة. الشكل الخارجي هو» ثيونيل، عويل البذيء .
أدراميليخ: ملك قوي
ل سمائيل، ينتسب أدراميليخ . "تم العثور على هذا الاسم في الملوك الرابع: السابع عشر، 29-31.

#### غاماليل
جمليئيل: تلوث بالله
" الأساس (يسود) هو مكان الأشكال النهائية التي تصبح مهمة في الملكوت. وغمالئيل هي الصور المشوهه والملوثة التي تنتج نتائج خبيثة. الشكل الخارجي هو ترتيب أوجيل، "أولئك الذين يفرون من الله".
ليليث: شبح الليل
ل جماليئيل تنسب ليليث و «هي السيدة الكبرى بين جميع الشياطين. تعتبر الشياطين في بعض الأحيان أولاد ليليث ويقال إنها المرأة التي تأتي إلى الرجال في أحلامهم».

#### نحموث
نحموث: الهامس (أو شبح الليل)
"هذه مسؤولة عن الأصوات المخيفة في الأماكن غريبة. إنهم يثيرون العقل ويسببون رغبات غريبة. هذا يتوافق مع ملكوث كذلك.
نعمة: سارة
نعمة هي «تقليديا شيطان وشقيقة ليليث، ربما هي ذكرى لنفتيس المصرية وإيزيس. فمن المتصور أن نهيمه هي نفسها نعمة، أخت توبال قايين». [بحاجة لمصدر]

## للإستزادة
- القبالة المبكرة كتابة جوزف دان
- القبالة كتابة جيرشوم شوليم
- Qabalah ، Qliphoth وسحر غيوتيك توماس كارلسون (ردمك 978-0-9721820-1-0)